# Décès en avril 2001
Décès
- 1997
- 1998
- 1999
- 2000
- 2001
- 2002
- 2003
- 2004
- 2005

Pour une information complémentaire, voir la page d'aide.

| Date      | Nom                       | Activités                                                | Âge | Source |
| --------- | ------------------------- | -------------------------------------------------------- | --- | ------ |
| 1er avril | Trịnh Công Sơn            | compositeur de chansons et peintre vietnamien            | 62  |        |
| 2 avril   | François Gelhausen        | coureur cycliste luxembourgeois                          | 70  |        |
| 2 avril   | Jennifer Syme             | actrice américaine.                                      | 28  |        |
| 3 avril   | Dominique Franceschi      | Footballeur français                                     | 80  |        |
| 3 avril   | Butch Moore               | chanteur irlandais                                       | 63  |        |
| 5 avril   | Kingsley Charles Dunham   | géologue et minéralogiste britannique                    | 91  |        |
| 5 avril   | Aldo Olivieri             | Footballeur international italien devenu entraîneur.     | 90  |        |
| 7 avril   | David Graf                | acteur américain                                         | 50  |        |
| 8 avril   | Nello Lauredi             | coureur cycliste français                                | 76  |        |
| 9 avril   | Jérome Lindon             | éditeur français                                         | 75  |        |
| 9 avril   | Graziella Sciutti         | soprano italienne                                        | 73  |        |
| 10 avril  | Jean-Gabriel Albicocco    | réalisateur français                                     | 65  |        |
| 11 avril  | Kamal Ranadive            | Chercheuse biomédicale indienne                          | 83  |        |
| 12 avril  | Mahmoud Tounsi            | écrivain et peintre tunisien                             | 56  |        |
| 15 avril  | Joey Ramone               | chanteur américain                                       | 49  |        |
| 16 avril  | Nelly Marez-Darley        | peintre française                                        | 94  |        |
| 18 avril  | Robert Paparemborde       | joueur français de rugby à XV français                   | 52  |        |
| 19 avril  | André du Bouchet          | poète français                                           | 77  |        |
| 20 avril  | Cino Cinelli              | coureur cycliste italien                                 | 85  |        |
| 20 avril  | Irène Joachim             | soprano française                                        | 88  |        |
| 22 avril  | Robert Starer             | compositeur et pianiste américain d'origine autrichienne | 77  | (en)   |
| 23 avril  | David Walker (astronaute) | astronaute américain                                     | 56  |        |
| 25 avril  | Michele Alboreto          | pilote automobile italien                                | 44  |        |
| 25 avril  | Rafael Giron              | matador vénézuélien                                      | 63  |        |
| 26 avril  | Renzo Vespignani          | graveur, écrivain, scénographe, illustrateur et italien  | 77  |        |
| 28 avril  | Ken Hughes                | cinéaste et romancier britannique                        | 79  |        |
| 28 avril  | Sergueï Morozov           | coureur cycliste russe                                   | 49  |        |
| 29 avril  | Jacques Mancier           | comédien et présentateur de télévision français          | 88  |        |